# James P. Cannon
James Patrick Cannon, född 11 februari 1890 i Rosedale i Kansas City, Kansas, död 21 augusti 1974 i Los Angeles, Kalifornien, var en amerikansk kommunistledare.
James P. Cannon föddes i Rosedale, idag en del av Kansas City. Cannon motsatte sig första världskriget från en internationalistisk ståndpunkt, och stödde den ryska revolutionen 1917. Han var ursprungligen medlem av Industrial Workers of the World, men blev senare en av grundarna av Communist Party USA och ingick redan från början i dess högsta ledning. Han var partiets ordförande 1918-1928 (en post som var underordnad partiets generalsekreterare).
När Cannon besökte Sovjetunionen 1928 kom han genom en slump över ett dokument skriven av Trotskij som kritiserade den framväxande stalinismen i Sovjet. Trotskij hade nyligen utvisats ur Sovjet och hans texter ansågs illegala, men Cannon smugglade ut texten ur landet och tog med den hem till USA där han grundade den amerikanska trotskistiska rörelsen och ett nytt kommunistisk parti som tog avstånd från stalinismen och 1938 fick namnet Socialist Workers Party och för vilket Cannon var partiledare. SWP blev en av de ledande krafterna inom Fjärde Internationalen. 
1953 lämnade Cannon över posten som partiledare till Farrell Dobbs och flyttade till Kalifornien där han fortsatte att vara aktiv inom SWP fram till sin död i Los Angeles 1974.